# 冬の花 悠子
「冬の花 悠子」（ふゆのはな ゆうこ）は、植草圭之助の自伝小説。本作は別册文藝春秋に発表されたのち、1973年、第70回直木賞候補作となった。
2回テレビドラマ化されており、第1作は1974年5月6日から同年6月24日まで、NETテレビ（現・テレビ朝日）の毎週月曜日22:00 - 22:55（JST）の枠『ポーラ名作劇場』で放映（全8話）。第2作は1990年8月24日にフジテレビのフジテレビの『男と女のミステリー』（毎週金曜日21:02 - 22:52 JST）の枠でそれぞれ放送、1990年版は「終戦45年ドラマスペシャル」として放送、2作とも八木柊一郎脚本、久野浩平演出で製作された。

## 概要・あらすじ
昭和16年11月、大東亜戦争開戦直前の時。今日こそは真の愛をと圭之助は吉原遊廓に赴き、そこでたまたま一夜を共にした、「紫」を名乗る悠子に深く惹かれ、恋の開花を覚えるまでになった。しかし悠子は吉原を脱出したいと願っており、圭之助は悠子の足抜きを決死の覚悟で手伝い、悠子を救世軍の施設に預ける。悠子は弁護士を介して、吉原での前借金は救世軍の施設で働いて返すと話を付けるが、悠子の体はすでに結核に冒されていた。療養のため、圭之助は悠子を神奈川県南林間の借家に引き取った。その頃戦局は、アメリカ軍が東京上空を空襲するほど緊迫していた。
太平洋戦争のさ中、若き脚本家と薄幸の遊女の愛と死、崩れようとする女の幸せを必死に支えようとする男の思いに一途にすがり付く女。重苦しい日々の中、愚かながら力の限り懸命に生きた青春の明暗が描かれた。
作品中では、今日出海、菊池寛、島津保次郎、原節子、杉村春子ら著名人がそれぞれ実名で登場した。1990年版（第2作）でヒロイン・悠子役を務めた十朱幸代は、父（十朱久雄）から「いい話だから」と勧められて本作を読んだことがあり、「やりたい役だった」と悠子役が念願の役でもあったことを明かしている。

## テレビドラマ

### 1974年のテレビドラマ

#### キャスト (1974年版)
- 仁科悠子（紫）：若尾文子
- 大沢哲郎：石坂浩二
- 花魁・浮舟：稲垣光穂子
- 源吉：平田守
- 吉行和子
- おしげ：菅井きん
- 西山：井上昭文
- 春枝：永野裕紀子
- 光枝：川島育恵
- お柳：小野敦子
- 徹：久保実
- 救世軍士官：北沢彪
- 宮城係官：たうみあきこ
- 幾子：河内桃子
- 大島：臼井正明
- 南原：内山森彦
- 辻弁護士：林昭夫
- 小村：加藤道子
- 猪俣光世
- 松本幸枝
- 山本与志恵
- 坂野比呂志
- 柳家紫朝
- 富士松亀明
- 河村久子
- 右京孝雄
- 中村武己
- 原節子：中島悦子
- 三津田健：菅野忠彦
- 杉村春子：本山可久子
- 仁科克平（悠子の父）：加藤嘉
- 植草圭之助：石坂浩二

#### スタッフ (1974年版)
- 原作：植草圭之助
- 脚本：八木柊一郎
- 音楽：林光
- イラスト：松田穣
- 考証：坂野比呂志
- 美術：橋本潔
- 技術：谷口貞夫
- 照明：栗原進
- 撮影：松野功夫
- 調整：田中晟
- 音声：白石雅一
- 効果：細谷昌司
- VTR：成毛宏行
- プロデューサー：千野栄彦
- 演出：久野浩平
- 制作：NET

### 1990年のテレビドラマ
1990年版の本作は、1991年に『第8回ATP賞』にて『ベスト22番組』に選出された。

#### キャスト (1990年版)
- 仁科悠子（紫）：十朱幸代
- 大沢哲郎：角野卓造
- 春枝：小高恵美
- 福山：守田比呂志
- 西尾：江藤漢
- 源吉：重久剛
- おしげ：水城蘭子
- お柳：北川智繪
- 植草圭之助：神田正輝

#### スタッフ (1990年版)
- 原作：植草圭之助
- 脚本：八木柊一郎
- 演出：久野浩平
- 制作：フジテレビ、PDS